# Arheoastronomija
Arheoastronomija ili astroarheologija je kombinacija dviju znanstvenih disciplina astronomije i arheologije, a oko neodlučnost zbog imena dolazi zbog pokušaja da se preciznije definira gdje je težište istraživanja. Ipak izraz "astroarheologija" se sreće puno rjeđe, a nešto je ćešća uporaba izraza "astro-arheologija".
Koristeći se modernim astronomska znanjima i predvidljivošću astronomskih pojava, provjerava se možebitna funkcija kalendara i građevina za koje ne postoje pisani dokumenti. Također se pokušava ispitati veza između astronomskih i povijesnih fenomena.
Apsolutno najpoznatiji arheoastronomski lokalitet je engleski krug monolita, Stonehenge.